# احمد نیک‌فر
احمد نیک فر (زادهٔ سال ۱۳۳۰) نماینده مردم اقلید در مجلس شورای اسلامی ادوار سوم، چهارم و هفتم بوده.                  

## منبع
- http://rc.majlis.ir/fa/parliament_member/show/760275